# Callimetopus ochreosignatus
Callimetopus ochreosignatus är en skalbaggsart som beskrevs av Stefan von Breuning 1959. Callimetopus ochreosignatus ingår i släktet Callimetopus och familjen långhorningar.
Artens utbredningsområde är Filippinerna. Inga underarter finns listade.